# Canarsee

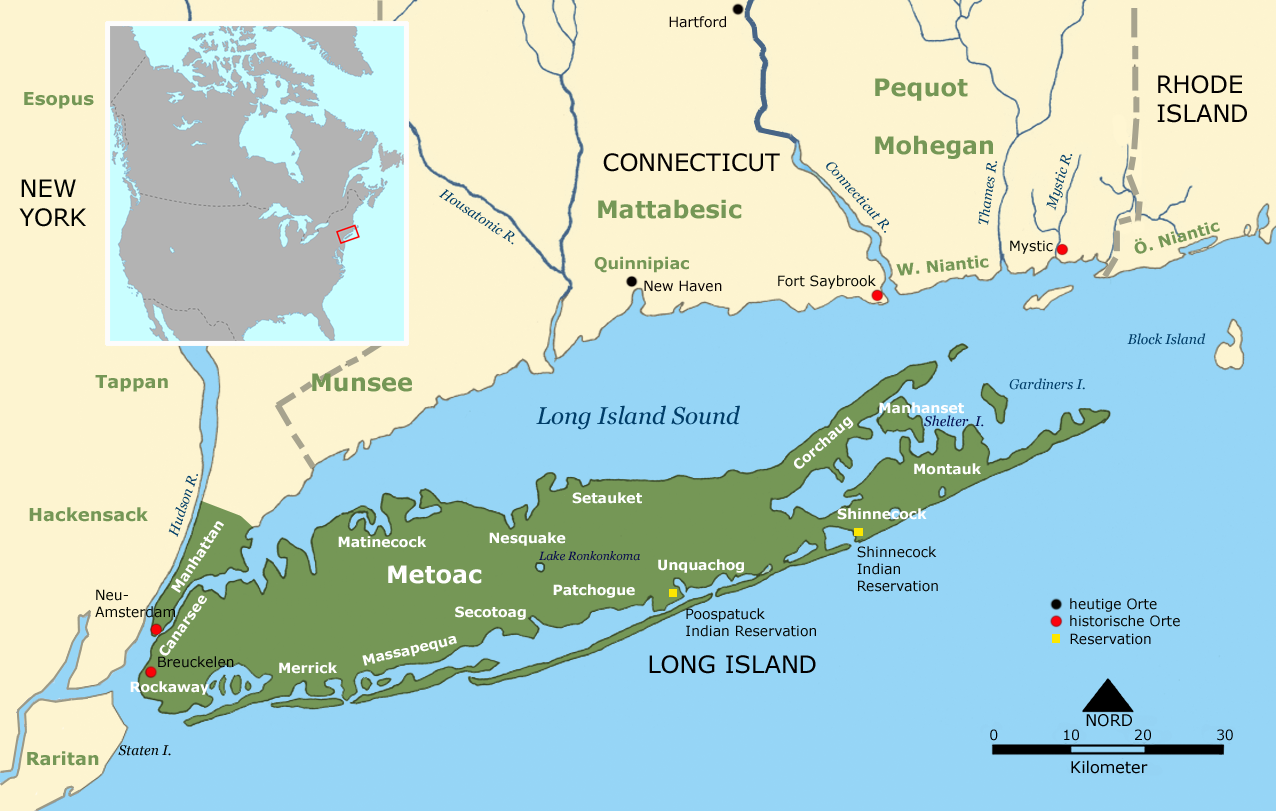
Wohngebiet der Canarsee und benachbarter Stämme um 1600

Die Canarsee waren Algonkin sprechende Indianer, die zu Beginn des 17. Jahrhunderts auf Long Island am westlichen Ende der Insel im heutigen Stadtgebiet von Brooklyn in New York City lebten. Ihre Identität gilt heute als erloschen.

## Wohngebiet
Im Norden wurde das Wohngebiet vom East River und Long-Island-Sund, im Westen von der New York Bay und im Süden vom Atlantischen Ozean begrenzt. Die östliche Grenzlinie bildete etwa der Verlauf des heutigen Eastern Parkway. Eiszeitliche Abschliffe und Bodenerosion schufen im nördlichen Gebiet ein raues hügeliges Terrain, während sich im Süden und Westen zum Atlantischen Ozean und zur New York Bay hin flache, sumpfige Ebenen angeschwemmten Landes erstreckten. Im Osten bis zur Jamaica Bay fand man Hunderte von kleinen Flüssen und Bachläufen.
Die Siedlungen der Canarsee lagen zumeist an der Küste und den angrenzenden flachen, grasbewachsenen Gebieten. Reginald P. Boltons Arbeit über die Lage der indianischen Siedlungen auf Long Island gilt als zuverlässig. Ihm zufolge befanden sich die meisten Canarsee-Siedlungen an der Atlantik-Küste im südlichen Brooklyn und die Dörfer der östlichen Abteilung zwischen Brooklyn und Queens an der Jamaica Bay. Im Binnenland gab es drei Anlagen, von denen man annimmt, dass es sich um Zeremonien- und Versammlungshäuser handelte. Zahlreiche Pfade und Wege durchschnitten das Gebiet quer durch das heutige Brooklyn nach Queens, die den günstigsten Routen durch das Gelände folgten. Die Holländer und später die Engländer übernahmen viele der bestehenden indianischen Pfade und bauten sie zu Straßen aus, so zum Beispiel Kings Highway, Flatbush Avenue und andere Verbindungen.
In Keshaechquern, das im heutigen Flatlands lag, befand sich ein Langhaus im irokesischen Stil. Es gilt als die größte indianische Anlage in Brooklyn und war das Zentrum der Canarsee, wo Versammlungen und Zeremonien stattfanden. Weitere größere Siedlungen waren Merichawik, ein Fischerdorf gegenüber vom unteren Manhattan, Massabarkem im heutigen Gravesend und Maspath, ein großes Fischerdorf an der östlichen Grenze zwischen Brooklyn und Queens.

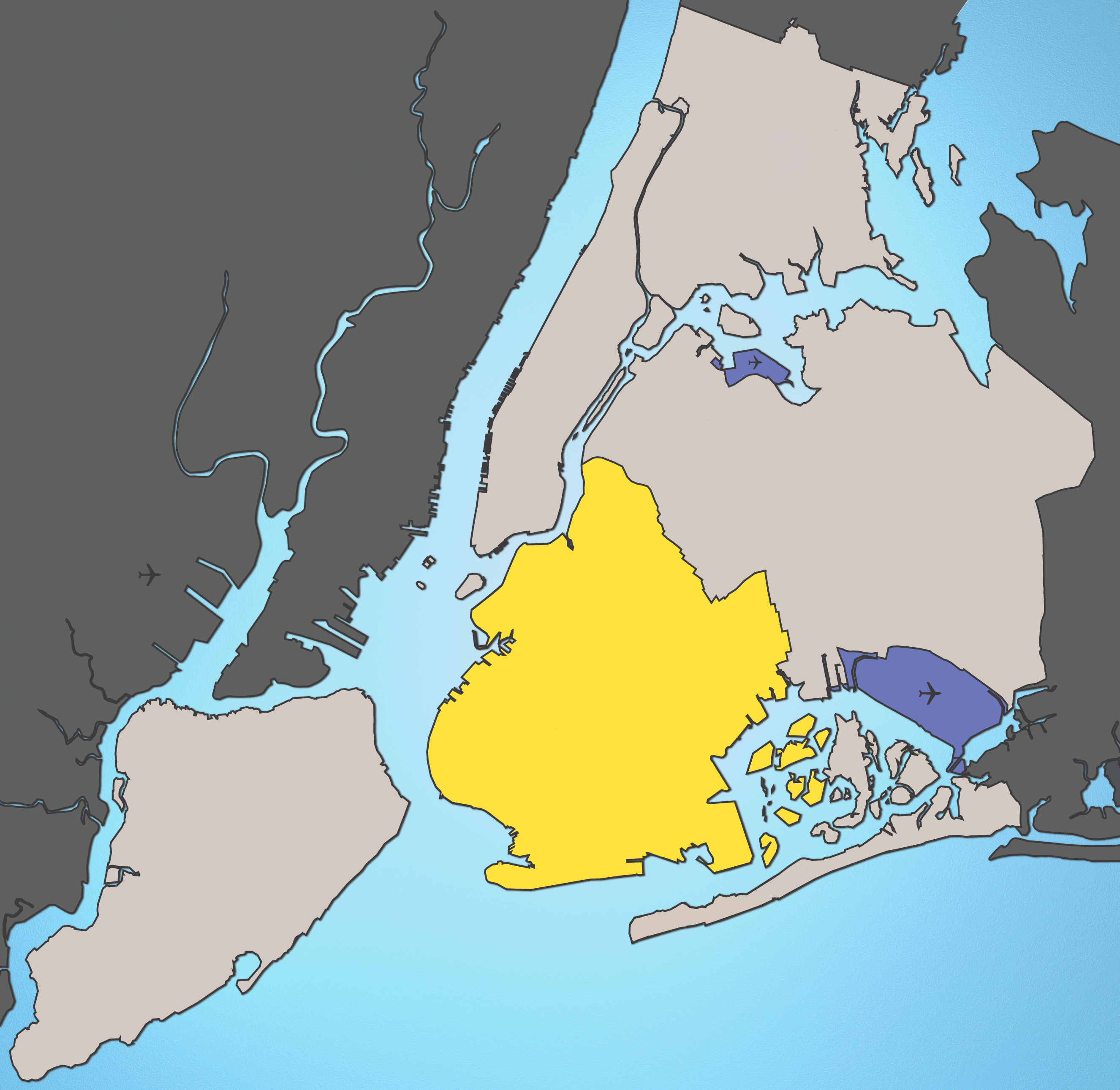
Karte des heutigen New York City, Brooklyn in Gelb.

## Name
Canarsee war ein Dorfname, der von Historikern für den Stamm der Marechhawieck, Nayeck und ihre Nachbarn benutzt wurde. Der Begriff Canarsee stammt aus einer Übersetzung in die Sprache der Montauk, hier Maereckkaak und von dort aus ins Holländische. Die Bedeutung des Namens ist unklar und es gibt dazu verschiedene Theorien: Die erste lautet Eingezäuntes Volk, weil die Holländer zur Abgrenzung gegen die Canarsee Zäune und Hecken errichtet hatten. Eine weitere Theorie heißt Volk des großen Bären. Man nimmt an, dass der spirituelle Führer der Canarsee der Bär war, der einst Teile Long Islands bevölkerte. In der dritten Theorie bedeutet Canarsee Land des geschnittenen Grases, ein möglicher Hinweis auf den Anblick der bearbeiteten Felder. Ein im Südosten Brooklyns liegender heutiger Stadtteil heißt Canarsie.

## Lebensweise und Kultur
Ethnologen vermuten, dass die Canarsee von der Jagd und vom Fischfang, ergänzt durch Wildfrüchte, Wildpflanzen und etwas Ackerbau, gelebt haben. Ihre Werkzeuge und Arbeitsutensilien bestanden weitgehend aus Stein, Knochen und Holz. An Wild, das des Fleisches und der Felle oder Federn wegen gejagt wurde, gab es Hirsch, Bär, Waschbär, Stinktier, Eichhörnchen, Stachelschwein, Opossum, Otter, Luchs, Nerz, Wildkatze, Wolf, Marder, Bisamratte, Wildgans, Truthahn und Taube. Auf den Feldern der Canarsee wurden Mais, Squash, Bohnen, Kürbisse, Sonnenblumen und Tabak kultiviert und angebaut. An Wildpflanzen und -früchten sammelten die Canarsee Erdnüsse, wilde Bohnen, Kohl, Zwiebeln, Erdbeeren, Stachelbeeren, Brombeeren, Himbeeren, Heidelbeeren, Preiselbeeren, Eicheln, Haselnüsse und Kastanien.
Aus Dokumenten der holländischen Periode (1624–1667) geht hervor, dass die Canarsee nur in begrenztem Ausmaß Landwirtschaft betrieben. Ihre Dörfer, umgeben von Gärten und bestellten Feldern, waren nur zu bestimmten Zeiten des Jahres von etwa 20 bis 150 Personen bewohnt. Die Dorfgemeinschaften bestanden aus kleinen Familien, die matriarchisch organisiert waren und von einem Sachem geführt wurden. Jede Familie bekam ein Feld von etwa zwei bis drei Acres Größe (8.094 bis 12.141 m²) zugeteilt. Im Frühling wurde gesät und gepflanzt, danach zog man in kleinen Gruppen in die Nähe der Küste, um Fische und andere Meerestiere zu fangen und für den Winter zu verarbeiten. Im Herbst schließlich kehrten die Familien in ihre Dörfer zurück, ernteten die Feldfrüchte und zogen in die Winterunterkünfte.
Man nimmt an, dass die Canarsee, wie alle anderen Stämme Long Islands, vor dem europäischen Kontakt weitestgehend von der Jagd, dem Fischfang und dem Sammeln von Wildfrüchten und -pflanzen gelebt haben. Diese Vermutung basiert auf Ausgrabungen an verschiedenen Stellen Long Islands. Archäologische Funde zeigen, dass es Haustiere und die Kultivierung von Mais bei den Canarsee erst nach der Ankunft der Holländer gab. Pelz- und Wampumhandel mit den Begleiterscheinungen, wie der Besitz von Geld, Wertgegenständen und Land, veranlassten die Ureinwohner, ihre Lebensweise zu ändern, um mehr Zeit für die Wampumherstellung und den Handel zu haben.
Die Häuser der Ureinwohner Long Islands waren generell rund, ausgenommen Langhäuser und Wigwams, und bestanden aus einem hölzernen Rahmen, einem Dach aus Binsen und geflochtenen Wänden. Innen befand sich eine zentrale Kochstelle mit einem Rauchabzug darüber. Ein typisches Langhaus aus dem heutigen Fort Hamilton wird von Jasper Dankers im Jahre 1679 beschrieben: Es ist etwa 60 Fuß (18,29 m) lang und 17 Fuß (4,57 m) breit und mit Schilfrohr und Rinde bedeckt. Die Türöffnung zum Haus ist so niedrig, dass man seinen Kopf einziehen muss. Es gibt drei Feuerstellen im Haus, in dem 20-22 Menschen wohnen können.
Anders als bei vielen Stämmen dieses Gebiets, wurden die Toten nicht in der Nähe des Hauses beerdigt, sondern in Hügelgräbern (engl. Burial mounds), die abseits der Dörfer lagen. Die Leiche wurde mit Holzstücken umgeben, die ein Langhaus darstellen sollten. Man hat indianische Grabbeigaben an Ausgrabungsstätten in Manhattan, der Bronx, Staten Island und auf Long Island gefunden, zum Beispiel Kleidungsstücke, Töpfe, Kessel, Tabletts, Löffel, Lebensmittel, Wampum und persönlichen Besitz, wie Schmuckstücke und in einigen Fällen auch Gewehre.

## Geschichte

### Erstkontakt mit Europäern

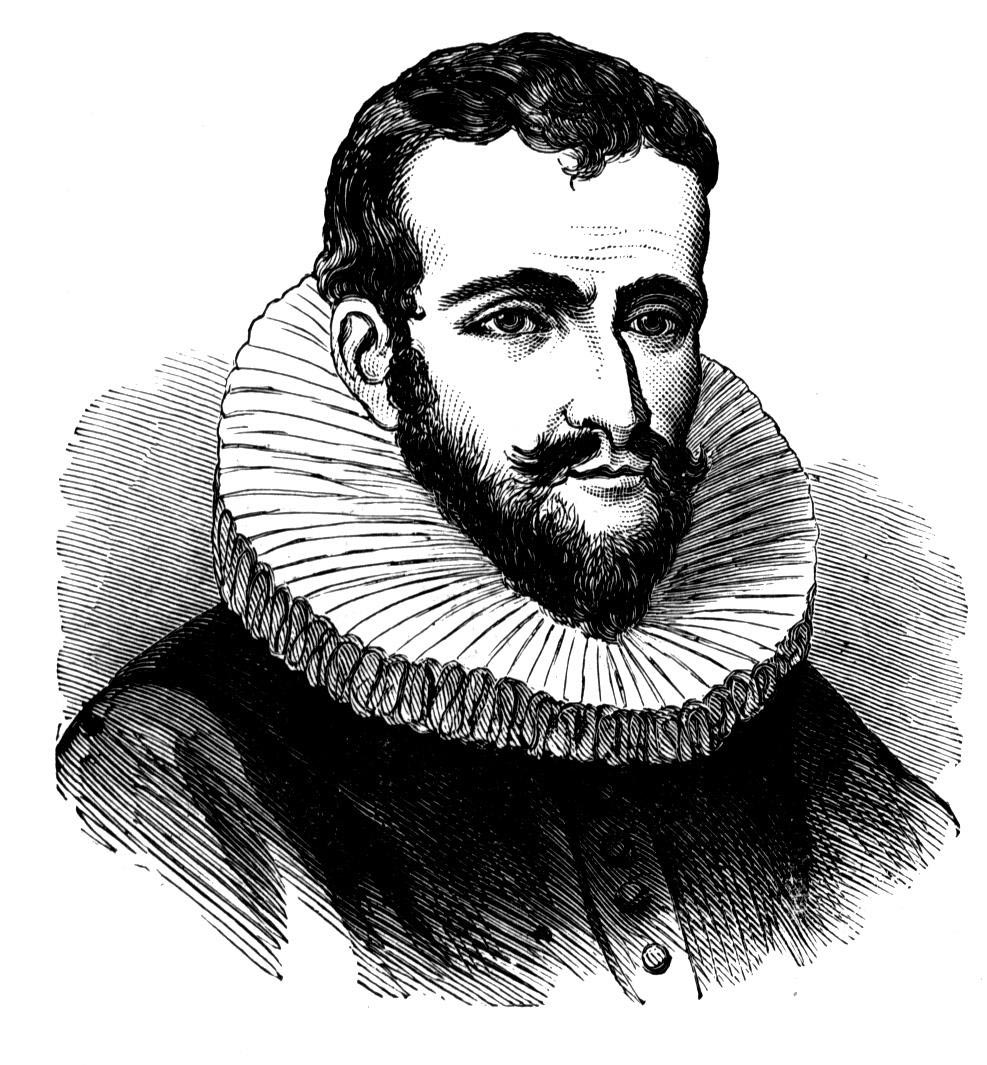
Henry Hudson aus der Cyclopaedia of Universal History von 1885

Die ersten europäischen Entdecker dieser Gegend schwärmten alle von deren landschaftlicher Schönheit. Giovanni da Verrazzano nannte die Region schöner, als der Garten Eden sein könne. Henry Hudson schrieb, das Gebiet sei eines der Naturwunder der Welt und Adriaen van der Donck meinte, es sei ein Land voller klaren Wassers, gutem Ackerlands, reich an Obst und Trauben und mit mehr Bäumen, als man für eine ganze Flotte an Segelschiffen benötigte.
Am 3. September 1609 fuhr Kapitän Henry Hudson mit 18 Besatzungsmitgliedern auf seinem Schiff Halve Maen (dt. Halbmond) in einen natürlichen Hafen an der Ostküste Nordamerikas. Hudson hatte den Auftrag der Niederländischen Ostindien-Kompanie (VOC), eine schnellere Route zu den Märkten in Ostasien und neue Kolonien für die Niederlande zu finden. Diese Mission war bekanntlich erfolglos, doch unwissentlich öffnete er den Weg in die Neue Welt.
Der holländische Entdecker Adriaen Block folgte Hudsons Beispiel und segelte im Auftrag einer Gruppe Kaufleute in die Neue Welt. Im Jahr 1614 unternahm er eine Reise zum Unterlauf des Hudson mit seinem Schiff Tyger, das dort infolge eines Unfalls durch ein Feuer zerstört wurde. Im Verlauf des Winters bauten er und seine Mannschaft mit Hilfe von Indianern vom Stamm der Lenni Lenape ein 42 Fuß langes Schiff von sechzehn Tonnen Gewicht, die Onrust (dt. Ruhelosigkeit). Mit diesem Schiff erkundete er den East River und wurde zum ersten bekannten Europäer, der den Hell Gate befuhr und in den Long-Island-Sund vordrang. Hier kartierte er Block Island, das nach ihm benannt wurde.

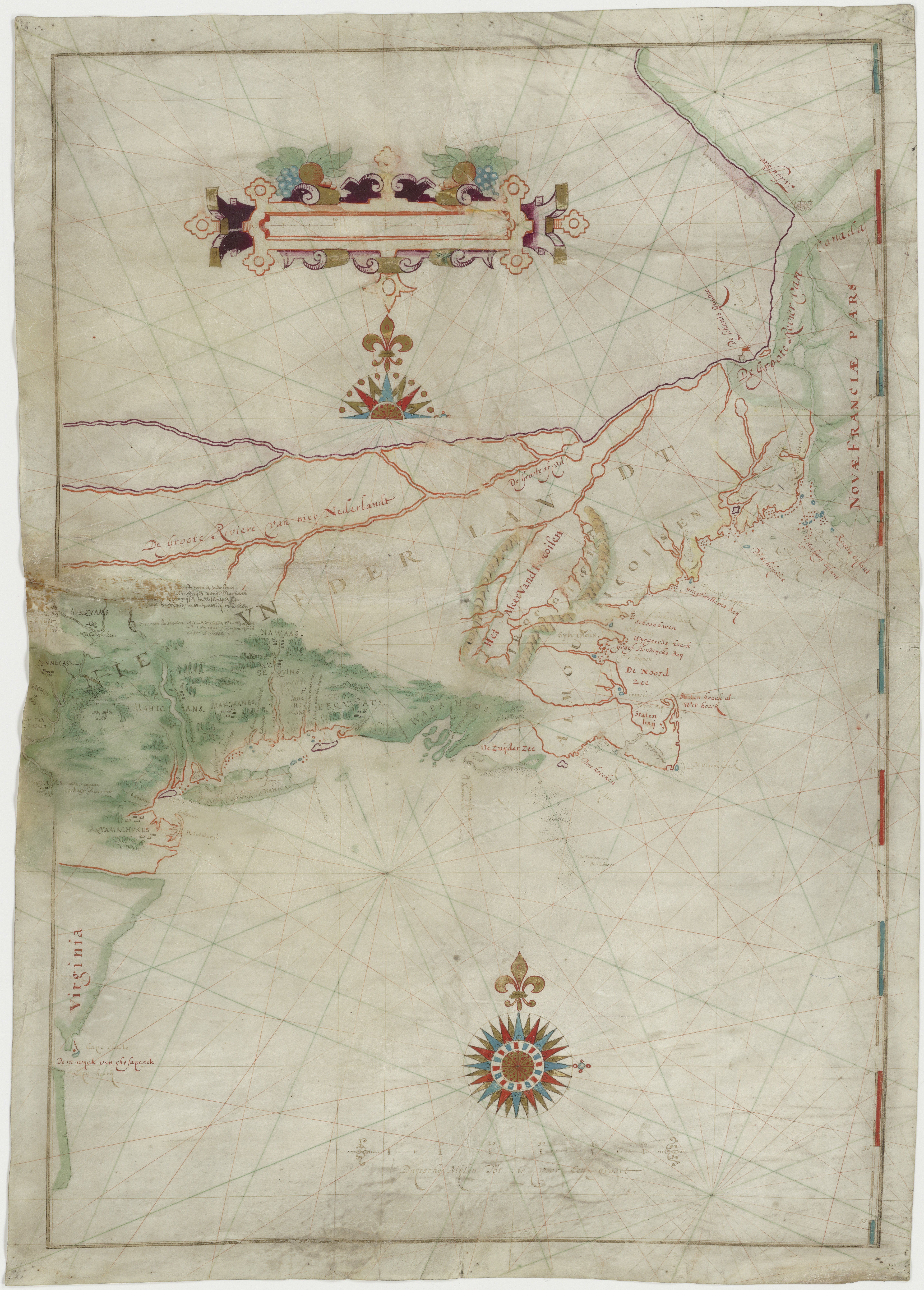
Karte von Blocks Seereise von 1614, die zum ersten Mal Long Island als Insel darstellt.

### Holländer
Im Jahre 1621 wurde die Niederländische Westindien-Kompanie gegründet, um mit den Spaniern bei der Suche nach Kolonien zu konkurrieren. 1623 wurden 110 holländische Siedler unter der Führung von Generaldirektor Cornelis Jacobzoon May nach Amerika geschickt, um in der neuen Kolonie zu siedeln. Die Siedler, die mit der Nieuw Nederland in der später ebenso genannten Kolonie ankamen, waren protestantische Wallonen, die aus den Spanischen Niederlanden vertrieben worden waren. Um sich besser gegen befürchtete indianische Angriffe schützen zu können, gingen sie zunächst auf der kleinen, Manhattan vorgelagerten Insel Pagganack an Land, dem heutigen Governors Island, und zogen 1624 den Hudson River flussaufwärts in die Gegend des heutigen Albany. Die Siedler fanden ein Land vor, das fruchtbar war, gute Jagd- und Fischgründe besaß und vor allem ein verträglicheres Klima bot als etwa die niederländischen Kolonien an der Westküste Afrikas oder in der Karibik. Den größten Raum in zeitgenössischen Beschreibungen nehmen jedoch die Indianer ein, die in den niederländischen Quellen zumeist als die Wilden bezeichnet werden. Unter ihnen waren die westlich von Fort Oranje lebenden Mohawk, die wichtigsten Pelzlieferanten der Niederländer. Im nächsten Jahr wurde May durch den neuen General-Direktor Willem Verhulst abgelöst, dem 1626 Peter Minuit folgte.

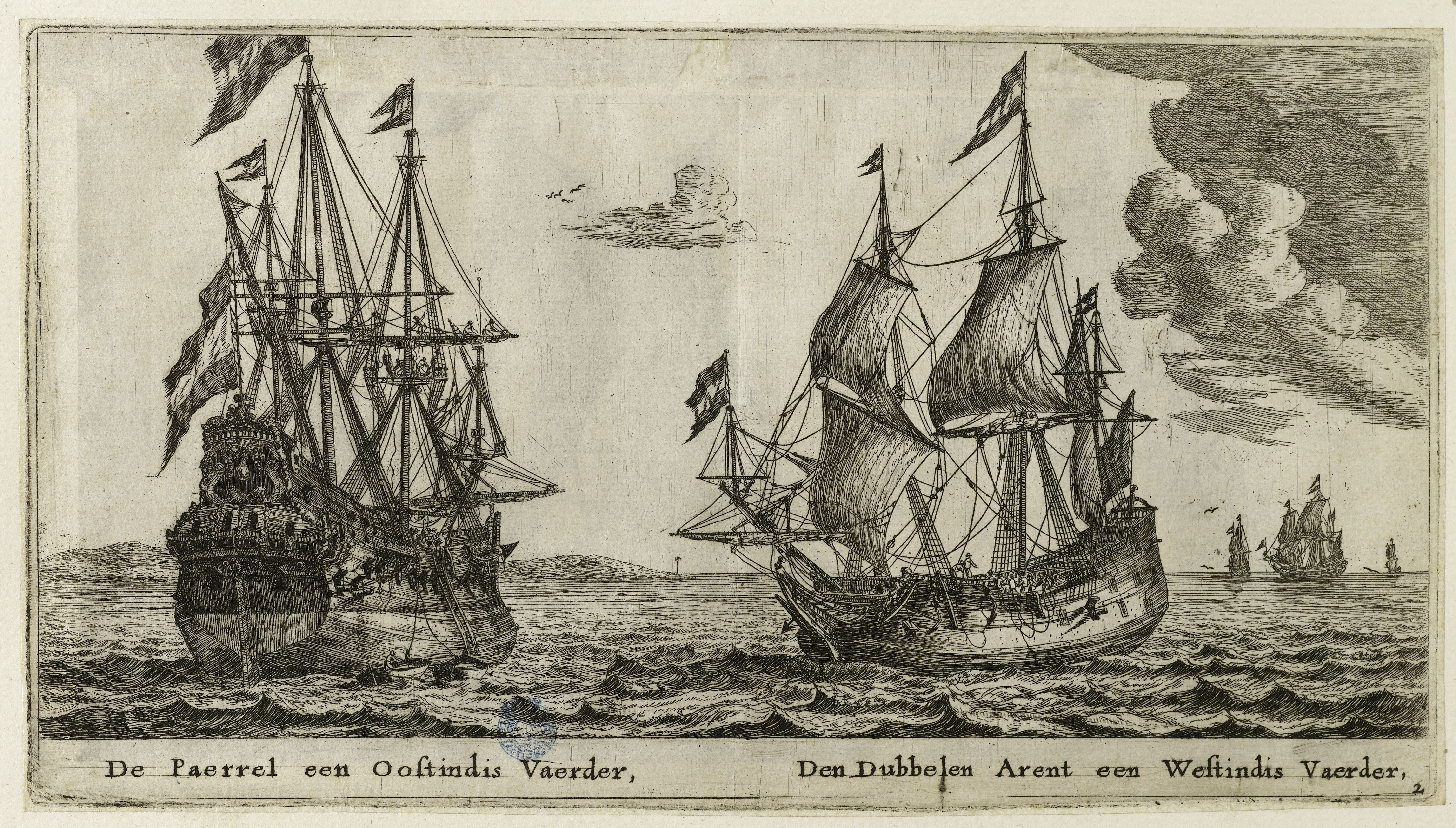
Niederländischer Ostindien- und Westindienfahrer um 1650

In diesem historischen Jahr lagerte eine kleine Gruppe Canarsee unter der Führung von Sachem Penhowitz auf der Insel Manhattan. Peter Minuit, der gute Beziehungen zu den Ureinwohnern aufgebaut hatte, machte ihnen ein Kaufangebot für die Insel. Die Canarsee waren nicht die Eigentümer dieses Landes, nahmen das Angebot über 60 Gulden trotzdem an, wobei die Indianer den Gegenwert wahrscheinlich in Form verschiedener Handelswaren erhielten. Für den legendären Kauf Manhattans durch Peter Minuit gibt es allerdings keine ausreichend gesicherten Beweise.
Schon bald nach dem Verkauf von Manhattan im Jahre 1626 merkten die Indianer der Region, dass sie ein völlig anderes Verständnis von Landbesitz als die Holländer hatten. Für beide Gruppen war Land die Subsistenz-Basis, doch in der Ideologie der Canarsee konnte ein Einzelner niemals Land besitzen und es gab auch keinen Begriff für privates Eigentum. Das Land war für alle da. Die Holländer waren durch Gesetze verpflichtet, die indianischen Besitzrechte zu achten. Doch sie konnten nicht verstehen, warum sich die Canarsee mit ihnen über Land stritten, das sie zuvor nach Gesetz und freiwillig an die Holländer verkauft hatten. Angesichts der Tatsache, dass die Canarsee weiter auf bereits verkauftem Land ihre Felder bestellten, wuchsen die Spannungen zwischen holländischen Kolonisten und Ureinwohnern. Die Holländer forderten sogar Peter Minuit auf, wegen dauernder Verletzung der Besitzrechte Krieg gegen die Canarsee zu führen. Dieser aber lehnte das Ansinnen ab. Um 1630 bestanden die Canarsee darauf, alle Landverkaufsurkunden sollten eine Klausel enthalten, die ihnen erlaubte, auf einem bestimmten Gebiet des verkauften Landes weiter Ackerbau zu betreiben und wie bisher zu leben.

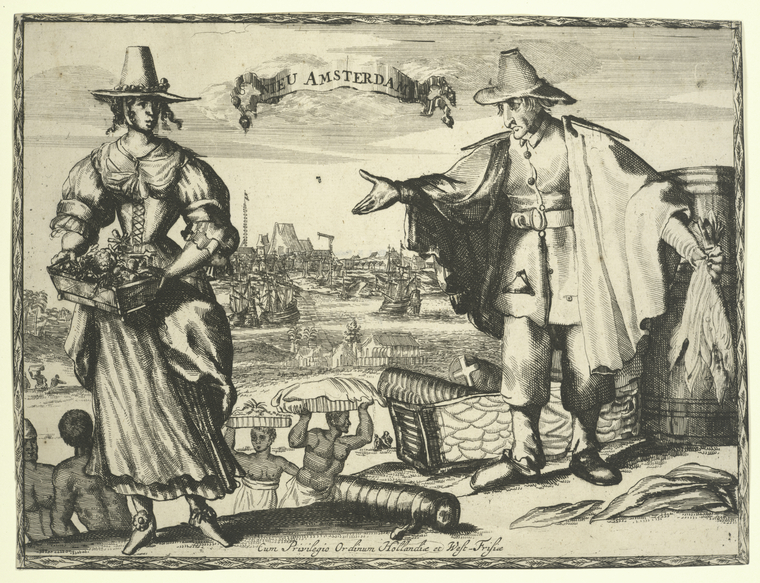
Niederländischer Kaufmann mit Tabakblättern in der Hand vor der Silhouette Nieuw Amsterdams

### Pelzhandel und Wampum
Der Kontakt zu Europäern brachte rasch Veränderungen in die Lebensweise der Canarsee. Ihre Hauptbeschäftigung bestand nicht mehr aus der Beschaffung von Nahrung, sondern in der Herstellung von Wampum. Die Holländer hatten im großen Stil den Pelzhandel mit diversen indianischen Stämmen eingeführt und Fort Oranje (Orange) beim heutigen Albany war das Handelszentrum für die Stämme im zentralen und nördlichen Bundesstaat New York. Diese standen in direkter Konkurrenz mit den Ureinwohnern des unteren Hudson-Tals und auf Long Island, die jedoch bei weitem nicht die Pelz-Ressourcen besaßen, wie ihre Nachbarn im Norden. Inzwischen hatte man aber Wampum als offizielles Zahlungsmittel anerkannt und damit waren die Canarsee wieder im Geschäft. Als die Männer sich zunehmend um die Jagd und Herstellung von Wampum kümmern mussten, übernahmen die Frauen die Beschaffung von Lebensmitteln für die Familie.
Inzwischen begannen die Holländer mit dem Verkauf von Feuerwaffen und Munition an die Mohawk und andere irokesischen Stämme. Um 1635 überfielen die Mohawk die Canarsee, unterwarfen sie und forderten Tributzahlungen in Form von Wampum von ihnen. Es kam zum Friedensschluss, als die Holländer den Canarsee für die Zukunft Schutz versprachen. Zur gleichen Zeit kam es zur verstärkten Expansion holländischer Kolonisten im westlichen Neuengland, weil das Pelzhandelsmonopol von der Niederländischen Westindien-Kompanie freigegeben worden war. Jedermann konnte jetzt am expandierenden Pelzhandel teilhaben.
Um 1640 war das meiste der heutigen Stadtgebiete von Brooklyn und Queens von den Indianern verkauft worden. Sachem Cacapetyno verkaufte die Areale der heutigen Flatlands und Flatbush an zwei Holländer. Das Gebiet des späteren Gravesend, der ersten englischen Siedlung in Nieuw Amsterdam, wurde 1645 von den Canarsee verkauft.

### Kriege in Nieuw Nederland
Die Ernennung von Willem Kieft als Generaldirektor sollte sich als nachteilig für die Canarsee erweisen. Kieft sorgte dafür, dass von den Canarsee Wampum und Pelze für den Schutz vor den Mohawk und anderen Irokesen bezahlt wurden. Dieser Tribut an die Holländer führte schließlich gewissermaßen zum Bankrott der Canarsee und zum ersten von mehreren bewaffneten Aufständen. Der Wappinger-Krieg (1643–1645), auch Kieft's War genannt, war der blutigste Krieg zwischen Holländern und Indianern und kostete über 200 Canarsee in einer Nacht das Leben. Als die Regierung in den Niederlanden von Kiefts Politik und den Massakern Kenntnis erhielten, wurde er schließlich 1645 abgelöst und nach Holland zurückgerufen. Die nächsten zehn Jahre waren friedlich. Dann folgten weitere Konflikte, in denen auch Canarsee verwickelt waren: Der Pfirsich-Krieg von 1655 und die Esopus-Kriege von 1659 bis 1664, eine Serie von kleineren Gefechten, bei denen es um dubiose Landverkäufe an die Holländer ging.

### Ausverkauf des Canarsee-Lands
Nach dem Wappinger-Krieg verkauften die Canarsee den Rest ihres Landes. 1652 wurde der südwestliche Teil Brooklyns, der unter Nyack bekannt ist, an die Kolonisten verkauft. Sachem Guttaquoh veräußerte 1654 Coney Island und im Jahre 1664 wurde Barren Island verkauft. Von Sachem Magenwetinnenim erwarben die Holländer 1670 das Gebiet, auf dem später New Utrecht und Old Brooklyn errichtet wurde. In diesem Kaufvertrag gestatteten die Holländer den verbliebenen Canarsee, auf einem Stück Land zu leben, das heute unter Canarsie und Marine Park bekannt ist und an der Grenze zwischen Brooklyn und Queens liegt. Schließlich verkaufte Sachem Mashauscomacocke den letzten Rest des Canarsee-Landes an der Gerrit'sen Bay an die Engländer und damit endeten die Landbesitzrechte der Canarsee.

### Ende der Canarsee
Der erste Kontakt zwischen den Holländern und den Canarsee war der Anfang vom Ende der indianischen Kultur und der Existenz des Stammes. In weniger als hundert Jahren wurden die Canarsee durch Kriege gegen die Holländer, Engländer und verschiedene indianische Stämme dezimiert. Auch verheerende Pocken-Epidemien, durch die Europäer ins Land gebracht, und Alkohol-Missbrauch sorgten für eine weitere Abnahme der Bevölkerungszahl. Im Jahre 1692 schrieb Charles Lodwick, dass die meisten Canarsee infolge von Kriegen, Krankheiten oder Alkohol, besonders durch Rum, gestorben seien. In der Folgezeit vermischten sich die Überreste der Canarsee entweder mit den benachbarten Stämmen oder sie wanderten nach Westen. Einige gingen nach Staten Island, nach New Jersey und weiter nach Pennsylvania, Ohio, Indiana, Illinois, Missouri, Kansas und schließlich nach Oklahoma, wo sie in einem Reservat siedelten.